# Хорениа
Хорениа (груз. ხორენია, арм. Խորենիա) — село в Грузии, на территории Ахалкалакского муниципалитета края (мхаре) Самцхе-Джавахети.

## География
Село находится в южной части Грузии, в пределах Ахалкалакского плоскогорья, на правом берегу реки Паравани, на расстоянии приблизительно 5 километров (по прямой) к юго-востоку от города Ахалкалаки, административного центра муниципалитета. Абсолютная высота — 1783 метра над уровнем моря.

## Население
По результатам официальной переписи населения 2014 года, в Хорении проживало 504 человека (247 мужчин и 257 женщин). В национальной структуре населения армяне составляли 97,6 %, грузины — 2 %.
| Год  | Население, человек |
| ---- | ------------------ |
| 2002 | 666                |
| 2014 | ↘ 504              |